# 法贝尔-杰克逊关系
法贝尔-杰克逊关系（Faber-Jackson relation）是椭圆星系的光度与其中发光物质的速度弥散的关系，由珊德拉·法贝尔和罗伯特·杰克逊于1976年发现。
法贝尔-杰克逊关系认为：
{\displaystyle L\propto \sigma ^{\gamma }}
其中L是椭圆星系的光度，σ是中心的速度弥散，指数γ接近于4。该关系可以用来测定椭圆星系的距离。

## 公式推導
在質量為M、半徑為R的星系中，重力位能可以如下的算式顯示：

{\displaystyle U=-{\frac {3}{5}}{\frac {GM^{2}}{R}}}

動能則為 

{\displaystyle K={\frac {1}{2}}M\sigma ^{2}}

依據维里定理（Virial Theorem）（{\displaystyle 2K+U=0}），可以得到： 

{\displaystyle \sigma ^{2}={\frac {3}{5}}{\frac {GM}{R}}}.

如果我們假設質量和光度之間的關係是常數，即： 

{\displaystyle {\frac {M}{L}}=C}

我們可以觀察到

{\displaystyle M\propto L} 

消除質量M

{\displaystyle L\propto {\frac {\sigma ^{2}R}{G}}},

於是我們得到R和彌散速度的關係：

{\displaystyle R\propto {\frac {LG}{\sigma ^{2}}}}.

我們再導入表面光度，並假設這也是常數：

{\displaystyle B={\frac {L}{4\pi R^{2}}}},

於是

{\displaystyle L=4\pi R^{2}B}.

因此，

{\displaystyle L\propto 4\pi \left({\frac {LG}{\sigma ^{2}}}\right)^{2}B}, 

最後，我們得到彌散速度和光度之間的關係： 

{\displaystyle L\propto {\frac {\sigma ^{4}}{4\pi G^{2}B}}}, 

也就是

{\displaystyle L\propto \sigma ^{4}}.